# Casper Otto Sperling (1664–1709)
Casper Otto Sperling, född 1664, död 7 januari 1709, var en svensk greve och militär.
Casper Otto Sperling var son till fältmarskalk greve Göran Sperling och friherrinnan Ingeborg Lilliehöök. Han blev 1686 musketerare vid Mauritz Vellingks garnisonsregemente i Stade, senare korpral och underofficer där, 1688 fänrik och 1689 löjtnant. År 1694 erhöll Sperling tillstånd att gå i utländsk tjänst, blev 1695 kapten vid Närkes och Värmlands regemente, major vid Skaraborgs regemente 1696, överstelöjtnant där 1701 och var chef för Skaraborgs regemente 1706–1709. Han hjälpte i januari 1703 till att överraska slottet Sokal i Litauen samt deltog 31 augusti 1708 i slaget vid Malatitze. Sperling stupade vid stormningen av Vepryk. Han var innehavare av Sperlingsholm samt av Händelö och Lindö i Sankt Johannes socken som han fick genom sitt giftermål med Carin Horn af Marienborg.